# قرار مجلس الأمن التابع للأمم المتحدة رقم 182
اعتمد قرار مجلس الأمن التابع للأمم المتحدة رقم 182 في 4 ديسمبر 1963، بعد أن رفضت جمهورية جنوب إفريقيا التعاون حسبما جاء في القرار 181، طلب المجلس مرة أخرى من جنوب أفريقيا الامتثال للقرارات السابقة وأن تلتزم جميع الدول بالقرار 181. ثم طلب المجلس من الأمين العام إنشاء مجموعة صغيرة من الخبراء لبحث سبل حل الوضع في جنوب أفريقيا وتقديم تقرير إلى المجلس في موعد أقصاه 1 يونيو 1964.
وقد اتخذ القرار بالإجماع من قبل جميع أعضاء المجلس الأحد عشر.